# 十六觀智
十六觀智是南傳佛教因為修習四念處內觀而生起觀智的十六個階段 。
1. 名色分別智（巴利文：namarupa-pariccheda-ñāṇa）
2. 緣攝受智（paccaya-pariggaha-ñāṇa），也稱法住智。
3. （三相）思惟智（sammasana-ñāṇa）：無常思惟智、苦思惟智、無我思惟智。
4. 生滅隨觀智（udayabbaya-ñāṇa）
5. 壞隨觀智（bhaṇga-ñāṇa）
6. 怖畏現起智（bhaya-ñāṇa）
7. 過患隨觀智（adinava-ñāṇa）
8. 厭離隨觀智（nibbida-ñāṇa）
9. 欲解脫智（muñcitukamyata-ñāṇa）
10. 審察隨觀智（patisaṇkha-ñāṇa）
11. 行捨智（saṇkharupekkha-ñāṇa）
12. 隨順智（anuloma-ñāṇa）
13. 種姓智（gotrabhu-ñāṇa）
14. 道智（magga-ñāṇa）
15. 果智（phala-ñāṇa）
16. 省察智（返照智，paccavekkhana-ñāṇa）